# Kvacsan
Kvacsan (szlovákul Kvačany) község Szlovákiában, a Zsolnai kerületben, a Liptószentmiklósi járásban. A 20. század elején nevét Liptókocsányra akarták magyarosítani, de ez soha nem vált hivatalos névvé. Hosszúrét tartozik hozzá.

## Fekvése
Liptószentmiklóstól 15 km-re északnyugatra, a Kvacsani-völgynek a Liptói-medencébe torkollásánál fekszik.

## Története
1256-ban IV. Béla a területet – melyen ma a község fekszik – András Besztercebányai bírónak adta. A falu ezután keletkezett, 1286-ban „Kovachan” néven említik először. 1391-ben a szászfalvi Szász családé, később a liptóteplei Dvornikovitsoké. 1715-ben 22, 1720-ban 9 adózó jobbágytelke volt. A 18. században a falun felül malom és fűrésztelep működött. 1784-ben az első népszámlálás szerint 53 házában 451 lakos élt.
A 18. század végén Vályi András így ír róla: „KVACSÁN. Tót falu Liptó Várm. földes Ura Dvornikovits Uraság, lakosai katolikusok, legelője elég, fája tűzre, és épűletre van, határjának 3/4 része soványas, a’ hegyek miatt, és néhol nehéz mivelésű.”
1828-ban 59 háza és 509 lakosa volt. Lakói állattartással, erdei munkákkal foglalkoztak.
Fényes Elek 1851-ben kiadott geográfiai szótárában így ír a faluról: „Kvacsán, Liptó m. tót falu, 501 kath., 8 evang. lak. Kath. paroch. templom. Vendégfogadója és erdeje van. F. u. Dvornikovich család. Ut. p. Bertelenfalva.”
A trianoni diktátumig Liptó vármegye Németlipcsei járásához tartozott.
Az első világháború után mezőgazdasági jellegű település volt. 1928-ban szenet kezdtek bányászni a területén. A második világháború alatt lakói részt vettek a szlovák nemzeti felkelésben, melynek következtében 1944. november 1-jén a németek a falut felgyújtották. 1960-ban Hosszúrétet, korábbi nemesi falut csatolták hozzá.

## Népessége
| Év:            | 1994. | 2004.   | 2014.   | 2024.   |
| -------------- | ----- | ------- | ------- | ------- |
| Emberek száma: | 573   | 555     | 567     | 553     |
| Eltérés:       |       | -3,14 % | +2,16 % | -2,46 % |

| Év:            | 2023. | 2024.   |
| -------------- | ----- | ------- |
| Emberek száma: | 549   | 553     |
| Eltérés:       |       | +0,72 % |

1910-ben 436, túlnyomórészt szlovák lakosa volt.
2001-ben 569 lakosából 565 szlovák volt.
2011-ben 547 lakosából 517 szlovák.

## Nevezetességei
- Alexandriai Szent Katalinnak szentelt római katolikus plébániatemploma 14. századi gótikus eredetű, a 16. században reneszánsz stílusban felújították. 15. századi gótikus freskói vannak.
- A Kvacsáni és Prószéki-völgy egyedülálló flórával és faunával, néhány műemlék vízimalommal.

## Külső hivatkozások
- Hivatalos oldal
- Községinfó
- Kvacsan Szlovákia térképén
- Rövid ismertető (szlovákul)
- A község története (szlovákul)
- E-obce.sk Archiválva 2008. szeptember 20-i dátummal a Wayback Machine-ben

## Lásd még
- Hosszúrét